# Podgarić
Podgarić – wieś w Chorwacji, w żupanii bielowarsko-bilogorskiej, w gminie Berek. W 2011 roku liczyła 47 mieszkańców.
We wsi znajduje się Pomnik Rewolucji Ludu Moslaviny.